# Episodi de Il virginiano (nona stagione)
La nona stagione della serie televisiva Il virginiano è andata in onda negli Stati Uniti dal 16 settembre 1970 al 24 marzo 1971 sulla NBC.
| nº | Titolo originale                   | Titolo italiano | Prima TV USA      | Prima TV Italia |
| -- | ---------------------------------- | --------------- | ----------------- | --------------- |
| 1  | The West vs. Colonel MacKenzie     |                 | 16 settembre 1970 |                 |
| 2  | The Best Man                       |                 | 23 settembre 1970 |                 |
| 3  | Jenny                              |                 | 30 settembre 1970 |                 |
| 4  | With Love, Bullets, and Valentines |                 | 7 ottobre 1970    |                 |
| 5  | The Mysterious Mr. Tate            |                 | 14 ottobre 1970   |                 |
| 6  | Gun Quest                          |                 | 21 ottobre 1970   |                 |
| 7  | Crooked Corner                     |                 | 28 ottobre 1970   |                 |
| 8  | Lady at the Bar                    |                 | 4 novembre 1970   |                 |
| 9  | The Price of the Hanging           |                 | 11 novembre 1970  |                 |
| 10 | Experiment at New Life             |                 | 18 novembre 1970  |                 |
| 11 | Follow the Leader                  |                 | 2 dicembre 1970   |                 |
| 12 | Last of the Comancheros            |                 | 9 dicembre 1970   |                 |
| 13 | Hannah                             |                 | 30 dicembre 1970  |                 |
| 14 | Nan Allen                          |                 | 6 gennaio 1971    |                 |
| 15 | The Politician                     |                 | 13 gennaio 1971   |                 |
| 16 | The Animal                         |                 | 20 gennaio 1971   |                 |
| 17 | The Legacy of Spencer Flats        |                 | 27 gennaio 1971   |                 |
| 18 | The Angus Killer                   |                 | 10 febbraio 1971  |                 |
| 19 | Flight from Memory                 |                 | 17 febbraio 1971  |                 |
| 20 | Tate, Ramrod                       |                 | 24 febbraio 1971  |                 |
| 21 | The Regimental Line                |                 | 3 marzo 1971      |                 |
| 22 | The Town Killer                    |                 | 10 marzo 1971     |                 |
| 23 | Wolf Track                         |                 | 17 marzo 1971     |                 |
| 24 | Jump-Up                            |                 | 24 marzo 1971     |                 |

## The West vs. Colonel MacKenzie
- Prima televisiva: 16 settembre 1970
- Diretto da: Jerry Hopper
- Scritto da: Jean Holloway

### Trama
- Guest star: Elizabeth Ashley (Faith), Martha Hyer (Amalia), Don DeFore (Evans), John Larch (sceriffo), Bobby Eilbacher (Petey), John McLiam (Parker), Dennis McCarthy (Lamb), James Gavin (Hoag), Cal Bartlett (John), Don Wilbanks (Meyers), Hal Baylor (Jethro)

## The Best Man
- Prima televisiva: 23 settembre 1970
- Diretto da: Russ Mayberry
- Scritto da: Leslie Stevens

### Trama
- Guest star: Desi Arnaz (El Jefe), James Farentino (Pick Lexington), Katy Jurado (Mama Fe), Mario Alcalde (Cristobal), Susana Miranda (Teresa Zaragosa), Margarita Cordova, Rodolfo Hoyos Jr. (Hernan), Lenore Stevens (Josefina), Alex Val (Chucho), David Ceballos (Pepe)

## Jenny
- Prima televisiva: 30 settembre 1970
- Diretto da: Harry Harris
- Scritto da: Arthur Heinemann

### Trama
- Guest star: Janet Leigh (Jenny Davis), John Ireland (Kinroy), Charles Drake (Randolf), Jo Ann Harris (Mary Ann Travers), Christopher Dark (Mort), Myron Healey (Wardlow), Lew Brown (Alfie), Norman Leavitt (barbiere), Jack Naughton (commesso), Joe Trela (conducente della diligenza)

## With Love, Bullets, and Valentines
- Prima televisiva: 7 ottobre 1970
- Diretto da: Philip Leacock
- Scritto da: Glen A. Larson

### Trama
- Guest star: Art Carney (Skeet), Tom Ewell (Hoy Valentine), Deborah Walley (Corey Ann Skeet), Jack Albertson (Billy 'Moose' Valentine), Ben Cooper (Jason), George Chandler (Hawkins), Gene Evans (Harv Plimpton), Edward Faulkner (Leroy Plimpton), Bill Baldwin (reporter), James Bacon (reporter), Vince Williams (reporter), Bill Catching (Railroad Man), Larry Levine (giocatore di carte), Donald Chaffin (giocatore di poker), Ben Frommer (membro della banda), Cap Somers (membro della banda)

## The Mysterious Mr. Tate
- Prima televisiva: 14 ottobre 1970
- Diretto da: Abner Biberman
- Scritto da: Jean Holloway

### Trama
- Guest star: Robert Webber (Jackson Reed), Dane Clark (Barton Ellis), Annette O'Toole (Lark Walters), John McLiam (Parker), Ken Renard (Endicott), Walter Sande (Graham), Bing Russell (sceriffo Martin), Shirley O'Hara (Mrs. Drew), John Rayner (Rex Phillips), Tod Stark (Horace)

## Gun Quest
- Prima televisiva: 21 ottobre 1970
- Diretto da: Harry Harris
- Scritto da: Robert Van Scoyk

### Trama
- Guest star: Joseph Cotten (giudice Hobbs), Brandon De Wilde (Rem Garvey), Anne Francis (Myra Greencastle), John Smith (Dee Garvey), Agnes Moorehead (Emma Garvey), Neville Brand (sceriffo Wintle), Rod Cameron (Dunn), Monte Markham (Boss Cooper), Sallie Shockley (Nellie Cooper)

## Crooked Corner
- Prima televisiva: 28 ottobre 1970
- Diretto da: Herbert Hirschman
- Scritto da: Harry Kronman

### Trama
- Guest star: Susan Strasberg (Clara Hansch), Kurt Kasznar (August Hansch), Brock Peters (Ivers), Walter Koenig (Paul Erlich), Lloyd Battista (Embry), Carl Esmond (Alex), Mills Watson, Charlie Briggs, Don Beddoe (Nathan Merkle), Roy Engel (dottore), Robert Boon, Mark De Vries, John McLiam (Parker)

## Lady at the Bar
- Prima televisiva: 4 novembre 1970
- Diretto da: Russ Mayberry
- Scritto da: Leslie Stevens

### Trama
- Guest star: Greer Garson (Frances B. Finch), E.G. Marshall (giudice Elmo J. Carver), James Whitmore (Marshal Krug), Paul Fix (Boyle), Jay Robinson (Abel Hewitt), Ron Soble (vice Wainwright), Pamela McMyler (Ellie Bishop), Michael Bow (Clyde Willis), Kenneth Tobey (sceriffo Acton), Booth Colman (Mr. Compton), Ian Wolfe (Grover Smith), Arthur Hunnicutt (J.D. Drover), Bill Zuckert (giudice Conrad)

## The Price of the Hanging
- Prima televisiva: 11 novembre 1970
- Diretto da: Marc Daniels
- Scritto da: Frank Chase

### Trama
- Guest star: Lew Ayres (giudice Markham), Jane Wyatt (Mrs. Lori Kinkaid), Edward Binns (dottor Benjamin Kinkaid), Patricia Harty (Tracy), Tom Tryon (sceriffo Sam Tolliver), Bo Svenson (Lonnie), Pitt Herbert (Fred), Olan Soule (Conrad), Larry J. Blake (Clay), John Mitchum (Davis), Dorothy Raymond (Mrs. Markham), Howard Culver (Gunsmith), Lincoln Demyan (Gannon)

## Experiment at New Life
- Prima televisiva: 18 novembre 1970
- Diretto da: Jeannot Szwarc
- Scritto da: Lois Hire

### Trama
- Guest star: Vera Miles (Amelia Ballard), Sue Lyon (Belinda Ballard), Ralph Meeker (August Gruber), Chris Robinson (Sandy), Michael McGreevey (Toby Wheeler), Rex Holman (Buck), Lyle Bettger (Seth Wheeler), Woody Chambliss (MacIntosh), Meg Wyllie (Mary), Kay E. Kuter (Will)

## Follow the Leader
- Prima televisiva: 2 dicembre 1970
- Diretto da: Richard Benedict
- Scritto da: Leslie Stevens

### Trama
- Guest star: Anthony Franciosa (Ritter Miley), Katherine Woodville (Vanessa MacKenzie), Noah Beery Jr. (Morgan), Frank Gorshin (Dutch), Steve Sandor (Van Miley), Harry Carey Jr. (Thad Miley), Shelly Novack (Dean Miley), John Daheim (mandriano), Ben Frommer (frequentatore bar), Harry Harvey (Station Agent), Michael Jeffers (giocatore di poker), Danny Sands (frequentatore bar)

## Last of the Comancheros
- Prima televisiva: 9 dicembre 1970
- Diretto da: Michael Caffey
- Scritto da: Don Tait

### Trama
- Guest star: Ricardo Montalbán (Francisco Sosentes), James Gregory (sceriffo Parks), Beth Brickell (Sally Nye), Carlos Romero (Armendez), Richard Van Vleet (Mooney), Del Moore (vice), Parley Baer (banchiere), Anthony Caruso (Matthew Keller), Lenore Stevens (Laurita), Michael Masters (Owens), Ollie O'Toole (proprietario), William Fawcett (stalliere)

## Hannah
- Prima televisiva: 30 dicembre 1970
- Diretto da: Jack Arnold
- Scritto da: True Boardman

### Trama
- Guest star: J. D. Cannon (Roy Harkness), Susan Oliver (Carole Carson / Alice Barnes), Peter Breck (Lafe), Warren Stevens (Paul Carson), Lisa Gerritsen (Hannah Carson), Lorraine Gary (Mrs. Nelson), Leo Gordon (barista di Loma), Gregg Palmer (O'Shea), Sidney Clute (Jenkins), Kay Stewart (Mrs. Crandall), Bartlett Robinson (dottore), Robert Karnes (Hendricks), Charles H. Gray (sceriffo Varney), Dan White (conducente), Nancy Hickman (Eleanor), Sally Marr (Martha)

## Nan Allen
- Prima televisiva: 6 gennaio 1971
- Diretto da: Jeffrey Hayden
- Scritto da: Dick Nelson

### Trama
- Guest star: Diane Baker (Nan Allen), Tom Skerritt (Bobby Allen), E.G. Marshall (giudice Carver), Arch Johnson (sceriffo Tracey), Eric Christmas (Parker), Michael Bow (Andy), William Christopher (impiegato dell'hotel), Jon Lormer (dottor Walker), Harry Hickox (Mr. Bristol), Terry Wilson (Marty)

## The Politician
- Prima televisiva: 13 gennaio 1971
- Diretto da: Michael Caffey
- Soggetto di: Michael Fisher

### Trama
- Guest star: William Windom (Foster Bonham), John Ericson (Jack Bonham), Denny Miller (Joe Terry), Jim Davis (Roper), Diana Muldaur (Rachel Bonham), Jean Hale (Eileen Terry), Carl Ballantine (Matt), Sandy Kenyon (Stokes), Rand Brooks (Henry), Claire Brennen (Annie), Byron Morrow (Harkin), Dennis McCarthy (Crothers), Dee Carroll (Mrs. Harkin), Rod McGaughy (cittadino), Arthur Tovey (cittadino)

## The Animal
- Prima televisiva: 20 gennaio 1971
- Diretto da: Don McDougall
- Scritto da: James Menzies

### Trama
- Guest star: Chuck Connors (Gustaveson), Katherine Crawford (Karen Gustaveson), Scott Brady (Dolby), Jack Ging (Owen), Rudy Ramos (indiano), Edd Byrnes (Alex Newell), Andy Devine (dottor Houseman), Leon Ames (giudice Fitzroy), James Wainwright (Boyd Dewey), Shug Fisher (Tinker), Jay Silverheels (Spotted Hand), Larry Levine (uomo), Troy Melton (Burt)

## The Legacy of Spencer Flats
- Prima televisiva: 27 gennaio 1971
- Diretto da: Russ Mayberry
- Scritto da: B. W. Sandefur

### Trama
- Guest star: Ann Sothern (Della Spencer), Edgar Buchanan (Teddy Birdwell), Bradford Dillman (Deke Slaughter / Sheriff O'Dell), Carolyn Jones (Annie Spencer)

## The Angus Killer
- Prima televisiva: 10 febbraio 1971
- Diretto da: Jeffrey Hayden
- Soggetto di: Edward de Blasio

### Trama
- Guest star: Van Johnson (Alonzo), Dina Merrill (Laura Duff), Stephen McNally (Muller), Chill Wills (Reedy), Slim Pickens (sceriffo), Andrew Parks (Jimmy), Ruth Roman (Margie), Jon Lormer

## Flight from Memory
- Prima televisiva: 17 febbraio 1971
- Diretto da: Hollingsworth Morse
- Scritto da: Jean Holloway

### Trama
- Guest star: Burgess Meredith (Muley), Tisha Sterling (Melissa), Robert Fuller (Carl Ellis), Roger Cudney (cowboy)

## Tate, Ramrod
- Prima televisiva: 24 febbraio 1971
- Diretto da: Marc Daniels
- Scritto da: Arthur Browne, Jr.

### Trama
- Guest star: Michael Burns (Will Benson), Craig Stevens (Joe Benson), Alan Hale Jr. (Sam Donner), Jo Ann Harris (Amanda Benson), Sally Ann Howes (Martha Clayton), Peter Mark Richman (Wade), Rex Allen (Tate), John Lupton (Floyd Ramon), George Paulsin (Mal Donner), James Stuart Duffy (Tim), Marshall Reed (dottore), Mickey Caruso (Dawson), Everett Creach (Sully), Bernie Goldberg (barista)

## The Regimental Line
- Prima televisiva: 3 marzo 1971
- Diretto da: Hollingsworth Morse
- Scritto da: Gene L. Coon

### Trama
- Guest star: John Saxon (sergente Mulcahy), Bert Freed (colonnello Harmon), Randolph Mantooth (tenente Dorn), Eric Christmas (Parker), Eddie Little Sky (Grey Bull), Terry Wilson (Turner), Charlie Fawcet, Ivan Scott

## The Town Killer
- Prima televisiva: 10 marzo 1971
- Diretto da: Harry Harris
- Scritto da: Elroy Schwartz

### Trama
- Guest star: Peter Lawford (Ben Hunter), Howard Duff (Stuart Masters), Brenda Benet (Susan Masters), Lloyd Bochner (Abel Wilks), Sean McClory (Harry Post), Leonard Stone (Tom Wagner), Bill Fletcher (Greer), Willard Sage (Barrows), Ben Wright (impiegato), Buck Young (Carter Reed), Bill Catching (Weldon), Tom Middleton (Bert), Alex Sharp (attaccabrighe nel saloon)

## Wolf Track
- Prima televisiva: 17 marzo 1971
- Diretto da: Abner Biberman

### Trama
- Guest star: Julie Harris (Jenny), Arthur O'Connell (Emmitt), Clint Howard (Will), Pernell Roberts (lo straniero), Terry Wilson (Jimmy), Harry Lauter (vicescariffo), Steve Raines (Carlson)

## Jump-Up
- Prima televisiva: 24 marzo 1971
- Diretto da: Herbert Hirschman
- Scritto da: Ron Bishop

### Trama
- Guest star: John Astin (Slick Driscoll), Rick Jason (Tom Fuller), Madlyn Rhue (Frankie Grace), John McGiver (John Timothy Driscoll), Jan Sterling (Mary Beth Stanton), Guy Raymond (Mapes), Tony Young (Kressel), George Mitchell (Stanton), Eric Christmas (Parker), Eddie Firestone (Clark), Joseph V. Perry (Harvey), Robert Ball (Deacon), K.L. Smith (Quinlan), William Vaughn (Hooper)